# Katarzyna Borowicz
Katarzyna Weronika Borowicz (* 28. Juni 1985 in Ostrów Wielkopolski) ist eine polnische Schönheitskönigin und Moderatorin.

## Leben
Katarzyna wurde in der polnischen Kleinstadt Ostrów Wielkopolski geboren, in der sie noch heute wohnt. In der Stadt und speziell in ihrer Familie herrscht eine große Musikbegeisterung, deshalb besuchte auch Katarzyna seit ihrem 8. Lebensjahr eine der vielen Musikschulen der Stadt. Hier lernte sie Klavier zu spielen und entdeckte ihre Freude an der Musik. Im Laufe der Zeit entdeckte sie ihre Vorliebe für Tanzen und trat einer Tanz- und Aerobicgruppe bei. Im Alter von 16 Jahren bekam sie einen Modelljob angeboten und nahm das Angebot an.
2004 wurde sie zur Miss Poland gewählt. Als Gewinnerin des Titels der Queen of Europe nahm sie im selben Jahr außerdem am Wettbewerb um den Titel der Miss World teil, den sie als vierte von 107 Kandidatinnen abschloss. 
2006 wurde sie Zweite bei der Wahl zur Miss Europe und hatte einen Gastauftritt in der polnischen TV-Serie Plebania.
Sie studierte Journalistik und Geisteswissenschaften an der Universität für Geistes- und Kulturwissenschaften in Posen. Seit Mai 2007 arbeitet sie für den polnischen TV-Sender Lech Poznań, wo sie ihre eigene Sendung „Babskim okiem“ (Aus Frauensicht) moderiert.